# .tl
.tl je vrhovna internetska domena (country code top-level domain - ccTLD) za Istočni Timor. Prije je u upotrebi bila domena .tp. Domenom upravlja Timor-Leste NIC.

## Vanjske poveznice
- IANA .tl whois informacija  Arhivirana inačica izvorne stranice od 25. srpnja 2008. (Wayback Machine)